# Ludovico Flangini

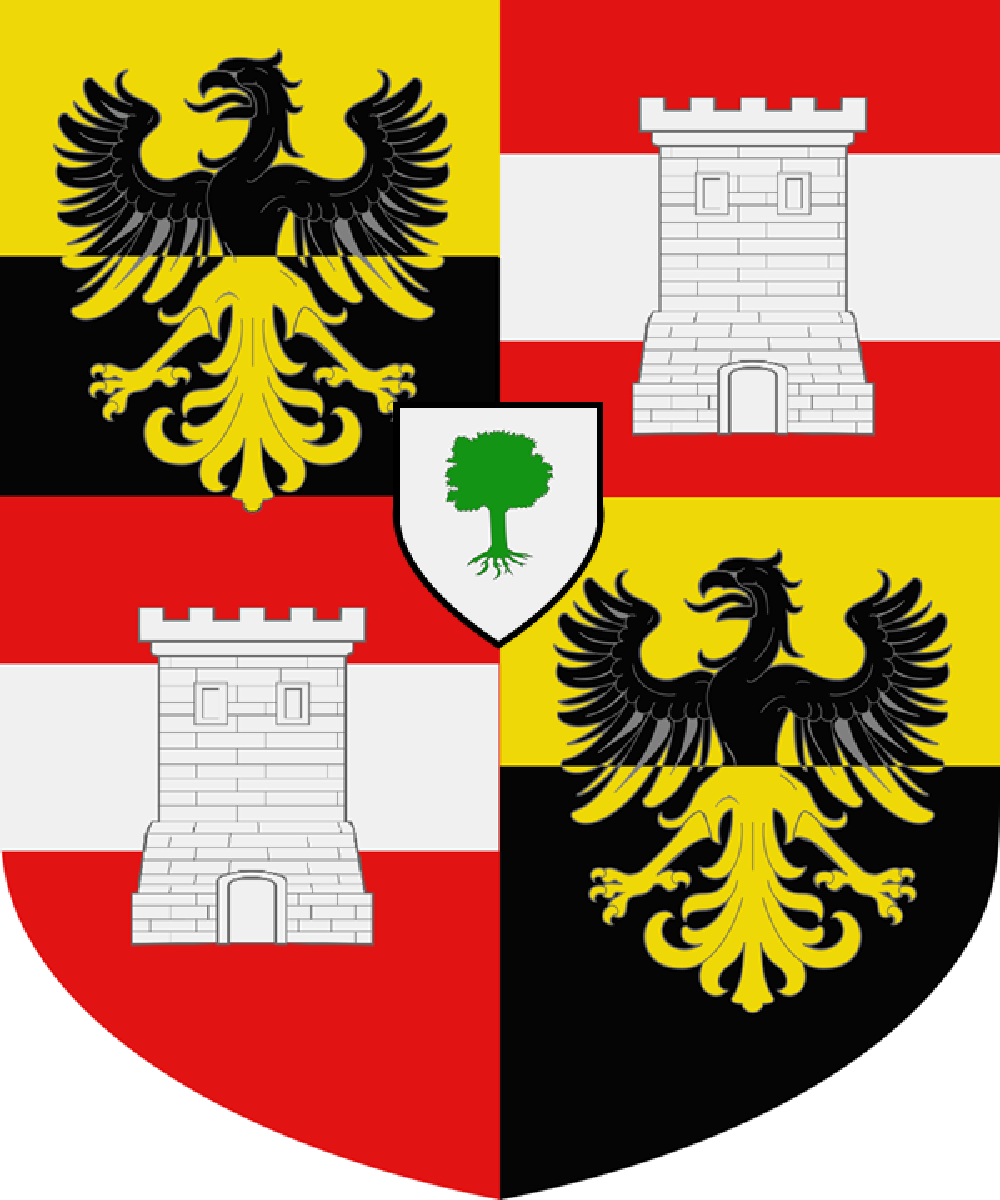

Ludovico Flangini (Veneza, 6 de julho de 1733 - Veneza, 29 de fevereiro de 1804) foi um cardeal do século XVIII e XIX

## Nascimento
Nasceu em Veneza em 26 de julho de 1733. De uma família nobre que veio originalmente de Chipre. Filho de Marco Flangini e Cecilia Eleonora Giovanelli. Seu sobrenome também está listado como Flangini Giovanelli.

## Educação
Ele recebeu uma excelente educação literária com forte ênfase clássica; tornou-se um erudito especialista no mundo greco-romano; e então começou a tradicional carreira política dos nobres venezianos.

## Início da vida
Ele assumiu o patriciado veneziano quando era muito jovem. Ele se casou com Laura Maria Donato em 1759 e teve uma filha, Cecilia (ela se casou com Giulio Panciera, conde de Zoppola em 1779); sua esposa morreu em 17 de março de 1762 e ele se aposentou em Asolo. Em 1763, tendo atingido a idade prescrita pela lei veneziana, solicitou e obteve admissão no Consigli Serenisimi di Quarenta , que julgava, alternadamente a cada oito meses, processos civis e criminais. Eleito advogado do município em 1766 e 1769. Em 31 de agosto de 1774, foi nomeado um dos cinco "corretores da lei" para estudar e propor mudanças na vida social de Veneza. Ele apoiou abertamente a tendência filosenatorial conservadora e foi hostil ao Quarantiotti; eleito entre os revisores das leis, em novembro de 1774, propôs ao Conselho dos Dez o fechamento do Ridotto di S. Moisè (um cassino público), considerando-o um forte fomento ao jogo. Ele esperava uma carreira rápida e brilhante no topo do sistema político veneziano, mas em 1776, desapontado por não ter sido designado procurador de S. Marco, de repente abraçou o estado eclesiástico. O Senado veneziano pela primeira vez fez uso do privilégio concedido pelo Papa Clemente XII e o nomeou auditor da Sagrada Rota Romana em 16 de março de 1779.

## Cardinalado
Criado cardeal diácono no consistório de 3 de agosto de 1789; recebeu o chapéu vermelho em 6 de agosto de 1789; e a diaconia de Ss. Cosma e Damiano, 14 de dezembro de 1789. Atribuído à SS. CC. do Concílio Tridentino, Ritos, Exame dos Bispos, Imunidade Eclesiástica e Disciplina dos Regulares. Recebeu o diaconato em 28 de março de 1790. Optou pela diaconia de S. Agata em Suburra, em 21 de fevereiro de 1794.

## Sacerdócio
Ordenado, 1799, antes de entrar no conclave. Participou do conclave de 1799-1800 , celebrado em Veneza, que elegeu o Papa Pio VII; autor de um diário do conclave muito valorizado pelos historiadores. Optou pela ordem dos padres e pelo título de S. Marco, em 2 de abril de 1800. Após o conclave, foi a Viena cobrar os créditos de suas empreitadas pró-imperiais; solicitou e obteve a confirmação da pensão (10.000 ducati) cancelado pelo Município democrático após a queda da República de Veneza; bem como a eleição para o patriarcado. Ele foi apresentado ao patriarcado de Veneza pelo imperador Franz II em 14 de novembro de 1801. Ele foi o primeiro patriarca nomeado pela Áustria após a dissolução da República de Veneza em 18 de outubro de 1797.

## Episcopado
Eleito patriarca de Veneza, 23 de dezembro de 1801; nesse mesmo dia foi-lhe concedido o pálio. Consagrado, domingo, 14 de março de 1802, Hofkirche em Gegenwart, Viena, pelo cardeal Ferenc Herzan von Harras, bispo de Szombathely, auxiliado por Franz Xaver von Neveu, bispo de Basel, e por Maria-Thaddaus von Trauttmansdorf, bispo de Könnigrätz (Hradec Králové ). De Viena dirigiu aos fiéis sua primeira carta pastoral, cujos temas centrais eram a necessidade de uma melhor preparação do clero, a instrução religiosa do povo e a luta contra as "falsas máximas dos pseudofilósofos". Tomou posse da sé no dia 24 de novembro seguinte. No curto período de seu episcopado, o cardeal Flangini reduziu o estipêndio para as missas; tomou alguns fundos e benefícios da igreja para melhorar a condição econômica do clero; erigiu novas confrarias; supervisionou a educação do clero; melhorou o funcionamento do seminário; deu impulso à devoção das Quarenta Horas; emitiu provisões sobre as vestes de sacerdotes e mulheres; puniu os abusos mais graves de alguns eclesiásticos; mas não teve tempo de estabelecer, como desejava, uma academia de eloqüência sagrada. Conselheiro particular do imperador Francisco II da Áustria. Nomeado conde do Sacro Império Romano. Optou pelo título de S. Anastasia, em 24 de maio de 1802. Em conferência com os Ministros Plenipotenciários Condes Franz von Bissingen e G. Maillat realizada em 14 de agosto de 1802, o Cardeal Flangini tentou em vão obter a restauração do Tribunal do Santo Ofício (lutar contra as "sociedades secretas" e "dei piovani e titolati ; e o direito de revisão de livros e folhetos eclesiásticos; sua insistência na submissão de ordens regulares a seus superiores gerais, e não aos bispos; e a restauração da suprimida Companhia de Jesus, não tiveram sucesso. Ele teve mais sucesso em outros assuntos relacionados à disciplina do clero e dos fiéis: o cardeal poderia então escolher entre os padres de sua diocese o chanceler da cúria patriarcal; obteve subsídios em benefício da escola de catecúmenos, do seminário patriarcal (com o afastamento do empregado dependente do primicerius) e o clero regular, a fim de reduzir os conventos venezianos ao estado de "comunidade perfeita". Condecorado com a grã-cruz da Ordem Real Austríaca de Sankt Stefan da Hungria ( Königlich ungarischer St. Stephans-Orden ) em 1803. Iniciou uma visita pastoral à diocese em 2 de maio de 1803, mas foi interrompida por sua morte; em 1804 e 1805, o vigário capitular Nicolò Bortolatti continuou a visita.

## Morte
Morreu em Veneza em 29 de fevereiro de 1804. Exposto e enterrado na catedral patriarcal de Veneza. Na antiga Catedral de San Pietro in Castello, no andar em frente à Capela da Cruz, a capela ao norte do altar-mor, existe um memorial ao cardeal viúvo, cuja filha é explicitamente mencionada na inscrição